# Sint-Jacobskerk (Tavira)

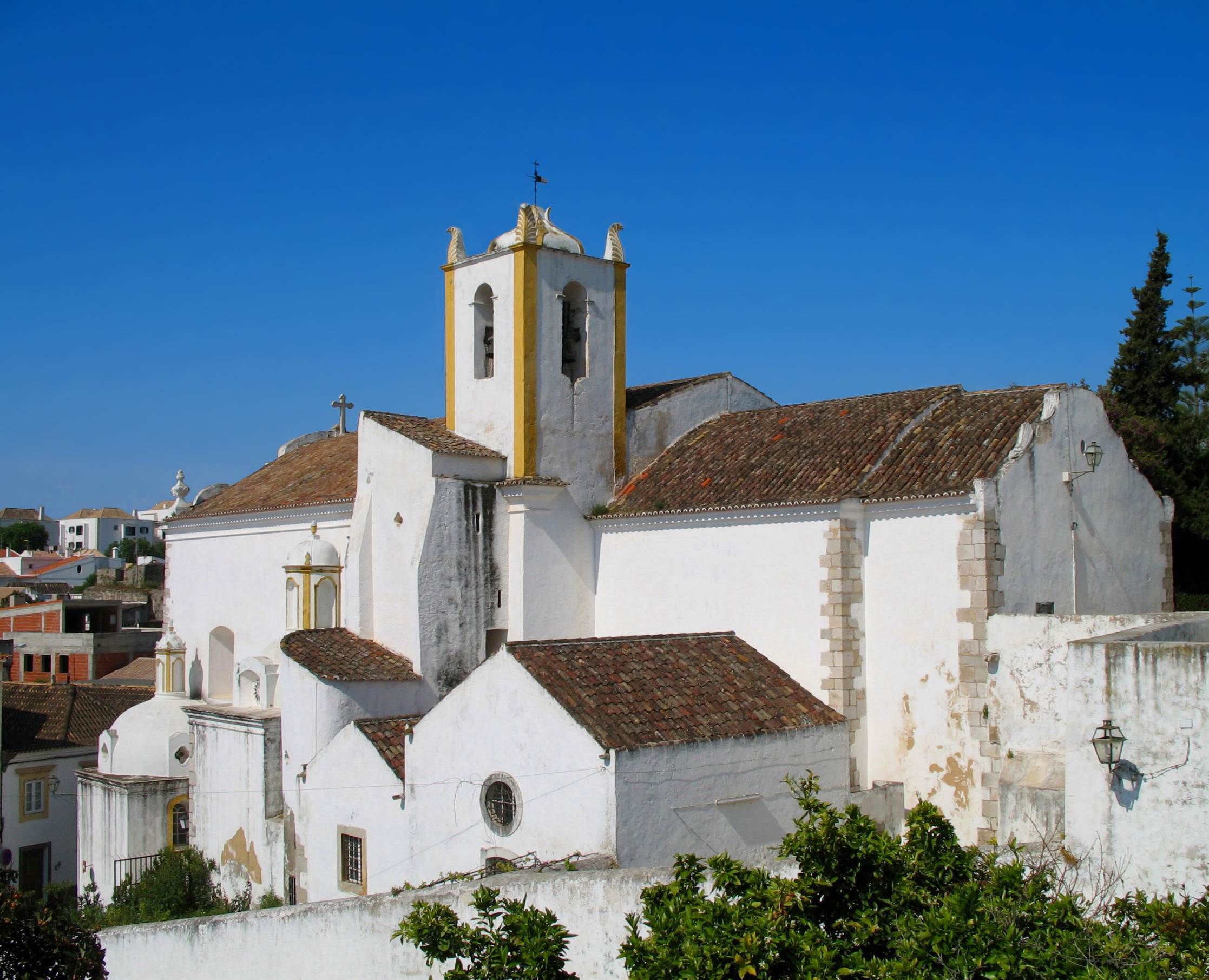
Sint-Jacobskerk (Santiago) in de Portugese stad Tavira.

De Sint-Jacobskerk (Portugees: Igreja de Santiago) staat in de Portugese stad Tavira in de wijk Santiago. 
Deze bevindt zich vlak bij de burcht van de stad. De kerk is gewijd aan Jakobus de Meerdere.

## Geschiedenis
De kerk werd waarschijnlijk rond 1270 gebouwd. Vermoedelijk is deze op de fundamenten van een vroegere moskee gebouwd. In 1755 werd het gebouw verwoest door een aardbeving. Sinds die tijd is de kerk nog meerdere malen verbouwd. Hierdoor heeft de kerk van buiten gezien een enigszins rommelige vorm.